# Бэкон, Сара
Сара Бэкон (англ. Sarah Bacon; род. 20 сентября 1996, Индианаполис) — американская прыгунья в воду, серебряный призёр летних Олимпийских игр 2024 года, двукратный призёр чемпионатов мира, чемпионка Панамериканских игр 2019 года. Участница летних Олимпийских игр 2024 года.

## Биография
Сара Бэкон родилась в 1996 году в Индианаполисе в США. Прыжками в воду занимается с 2004 года.
В 2019 году на чемпионате мира в Южной Кореи в прыжках с метрового трамплина стала серебряным медалистом. На панамериканских играх, осенью 2019 года, стала чемпионкой в прыжках с метрового трамплина и завоевала серебро в олимпийской дисциплине в синхронных прыжках с трёхметрового трамплина.
В Будапеште, в 2022 году, на чемпионате мира стала серебряным призёром в прыжках с метрового трамплина.
На летних олимпийских играх в Париже, в синхронных прыжках с трёхметрового трамплина стала серебряным призёром олимпийского турнира. Её партнёршей была со Кэссиди Кук, а итоговый результат составил — 314,64 балла.